# 柳沢温泉 (栃木県)
柳沢温泉（やなぎさわおんせん）は、栃木県那須郡那須町（旧国下野国）にある温泉。　

## 泉質
- カルシウム・マグネシウム・ナトリウム - 炭酸水素塩・塩化物冷鉱泉
  - 源泉温度 : 6.3℃

### 効能
- 神経痛・リューマチ・腰痛・関節痛・やけど

※注 : 効能はその効果を万人に保証するものではない　

## 温泉街
那須ハイランドパークの近くに位置する古くからある鉱泉湯治宿の清水屋がある。2019年現在、日帰り入浴のみ可能。

## アクセス
- 鉄道 : 宇都宮線黒磯駅よりタクシーで約30分。
- 車 : 東北自動車道那須ICより約20分。